# Ivànovka (Kémerovo)
Ivànovka - Ивановка (rus) - és un poble a l'óblast de Kémerovo, a Rússia, que en el cens del 2010 tenia 48 habitants, pertany al districte de Mariïnsk.